# Çaykənd (Kəlbəcər)
Çaykənd ist ein Dorf im Rayon Kəlbəcər im Westen von Aserbaidschan.

## Geographische Lage und Geschichte
Çaykənd liegt am Ufer des Flusses Tərtər, in einer Vorgebirgsregion, rund 7 Kilometer nordöstlich der Provinzhauptstadt Kəlbəcər auf einer Höhe von 1618 Metern. 
Über die frühere Geschichte der Ortschaft ist wenig bekannt. Gemäß den statistischen Angaben der Aserbaidschanischen SSR aus dem Jahr 1933, lebten in Çaykənd ca. 100 Personen, alle Aserbaidschaner. Gegen Ende der 1980er stieg die Bevölkerungszahl auf bis zu 350 Menschen. Die Ortschaft verfügte über eine Mittelschule, einen Klub, eine Bibliothek und eine medizinische Station. Die Einwohner beschäftigten sich mit Viehzucht und Tabakanbau.
Im Zuge des Ersten Bergkarabachkrieges wurde Çaykənd im März 1993 von armenischen Einheiten besetzt.
Der trilateralen Vereinbarung vom 10. November 2020 zwischen Russland, Armenien und Aserbaidschan wurde ein Großteil der Provinz Kəlbəcər, darunter Çaykənd an Aserbaidschan zurückgegeben. Im November 2021 veröffentlichte das Verteidigungsministerium Aserbaidschans ein Video, das die Ortschaft in Ruinen zeigt.